# Pycnonotus cafer
O  bule-bule de cloaca vermelha (Pycnonotus cafer) ou bulbul de cloaca vermelha é um membro da família bulbul de passeriformes. É residente de todo o subcontinente indiano, incluindo o Sri Lanka, estendendo-se para o leste até a Birmânia e partes do Butão e Nepal. Foi introduzido em muitas outras partes do mundo e se estabeleceu na Nova Zelândia, Argentina, Tonga e Fiji, bem como em partes de Samoa, Austrália, EUA e Ilhas Cook. Está incluído na lista das 100 piores espécies exóticas invasoras do mundo.

## Taxonomia e sistemática
Em 1760, o zoólogo francês Mathurin Jacques Brisson incluiu uma descrição do  bule-bule de cloaca vermelha em sua Ornithologie com base em um espécime que ele erroneamente acreditava ter sido coletado no Cabo da Boa Esperança, na África do Sul. Ele usou o nome francês Le merle hupé du Cap de Bonne Espérance e o latim Merula Cristata Capitis Bonae Spei. Embora Brisson tenha cunhado nomes latinos, estes não estão de acordo com o sistema binomial e não são reconhecidos pela Comissão Internacional de Nomenclatura Zoológica. Quando em 1766 o naturalista sueco Carl Linnaeus atualizou seu Systema Naturae para a décima segunda edição, ele adicionou 240 espécies que haviam sido descritas anteriormente por Brisson. Um deles era o bulbul de cloaca vermelha. Linnaeus incluiu uma breve descrição, cunhou o nome binomial Turdus cafer e citou o trabalho de Brisson. O bulbul de cloaca vermelha não ocorre na África. A localização do tipo foi posteriormente alterada para Sri Lanka e, em 1952, designada como Pondicherry na Índia pelo naturalista alemão Erwin Stresemann. O epíteto específico cafer é New Latin para a África do Sul. Esta espécie é agora colocada no gênero Pycnonotus que foi introduzido pelo zoólogo alemão Friedrich Boie em 1826.
Duas raças anteriormente designadas, P. c. nigropileus no sul da Birmânia e P. c. burmanicus do norte da Birmânia, agora são considerados híbridos.

### Subespécies
Oito subespécies são reconhecidas: 
- bule-bule de cloaca vermelha da Índia central (P. c. humayuni) - Deignan, 1951 : Encontrado no sudeste do Paquistão, noroeste e centro-norte da Índia
- bule-bule de cloaca vermelha de Punjab (P. c. intermedius) - Blyth, 1846 : Originalmente descrito como uma espécie separada. Encontrado na Caxemira e Kohat até a Cordilheira do Sal e ao longo do Himalaia ocidental até Kumaon.
- P. c. bengalensis - Blyth, 1845 : Originalmente descrito como uma espécie separada. Encontrado no Himalaia central e oriental do Nepal a Assam, nordeste da Índia e Bangladesh
- P. c. stanfordi - Deignan, 1949 : Encontrado no norte da Birmânia e sudoeste da China
- P. c. melanchimus - Deignan, 1949 : Encontrado no centro-sul da Birmânia e no norte da Tailândia
- P. c. wetmorei - Deignan, 1960 : Encontrado no leste da Índia
  - P. c. saturatus - (Whistler & Kinnear, 1932) : Originalmente descrito como uma espécie separada Stelgidocichla latirostris saturata (Mearns 1914). Encontrado no nordeste da Índia
- P. c. cafer - (Linnaeus, 1766) : Encontrado no sul da Índia
- P. c. haemorrhousus - (Gmelin, JF, 1789) : Encontrado no Sri Lanka

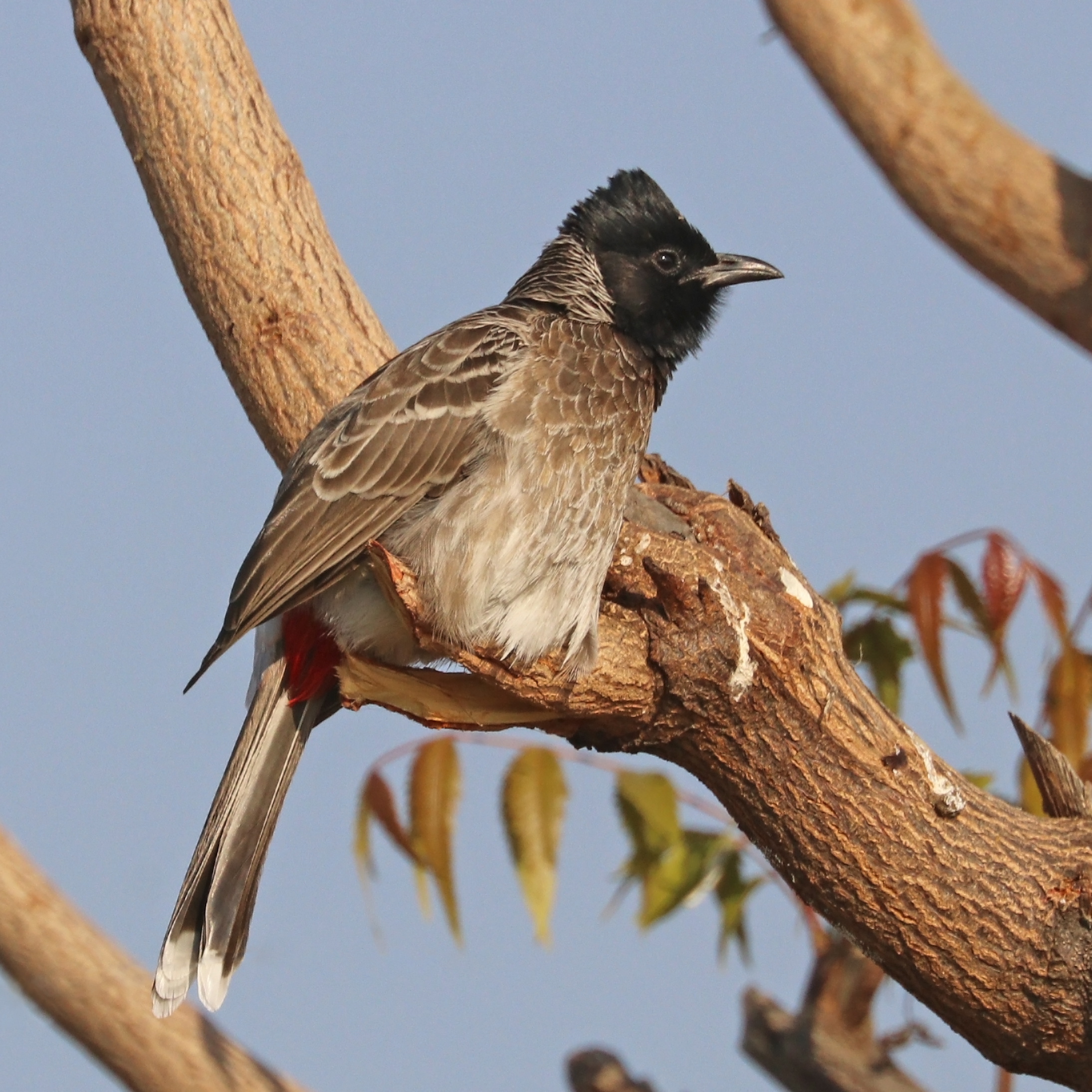
P. c. humayuni Rajastão, Índia
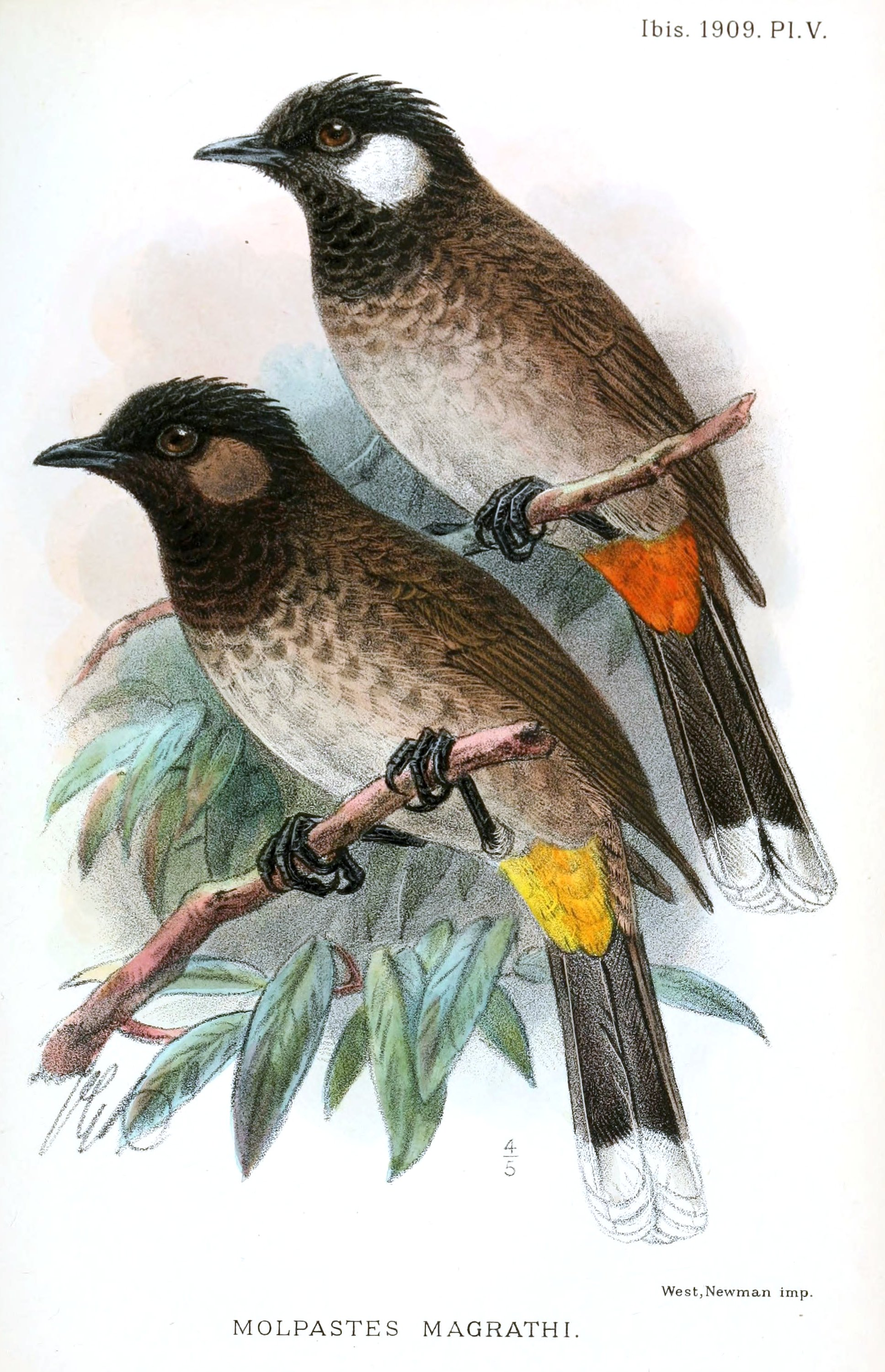
P. leucogenys x P. c. Humayuni híbrido (magrathi)
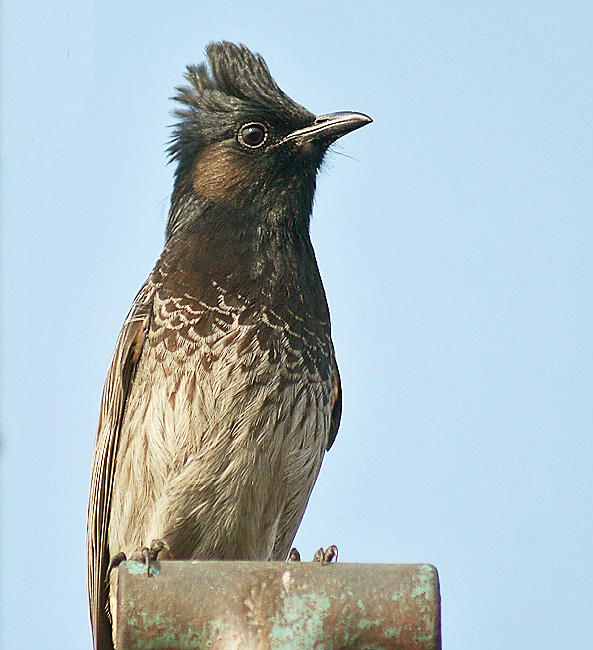
Parte inferior do P. c. bengaliense
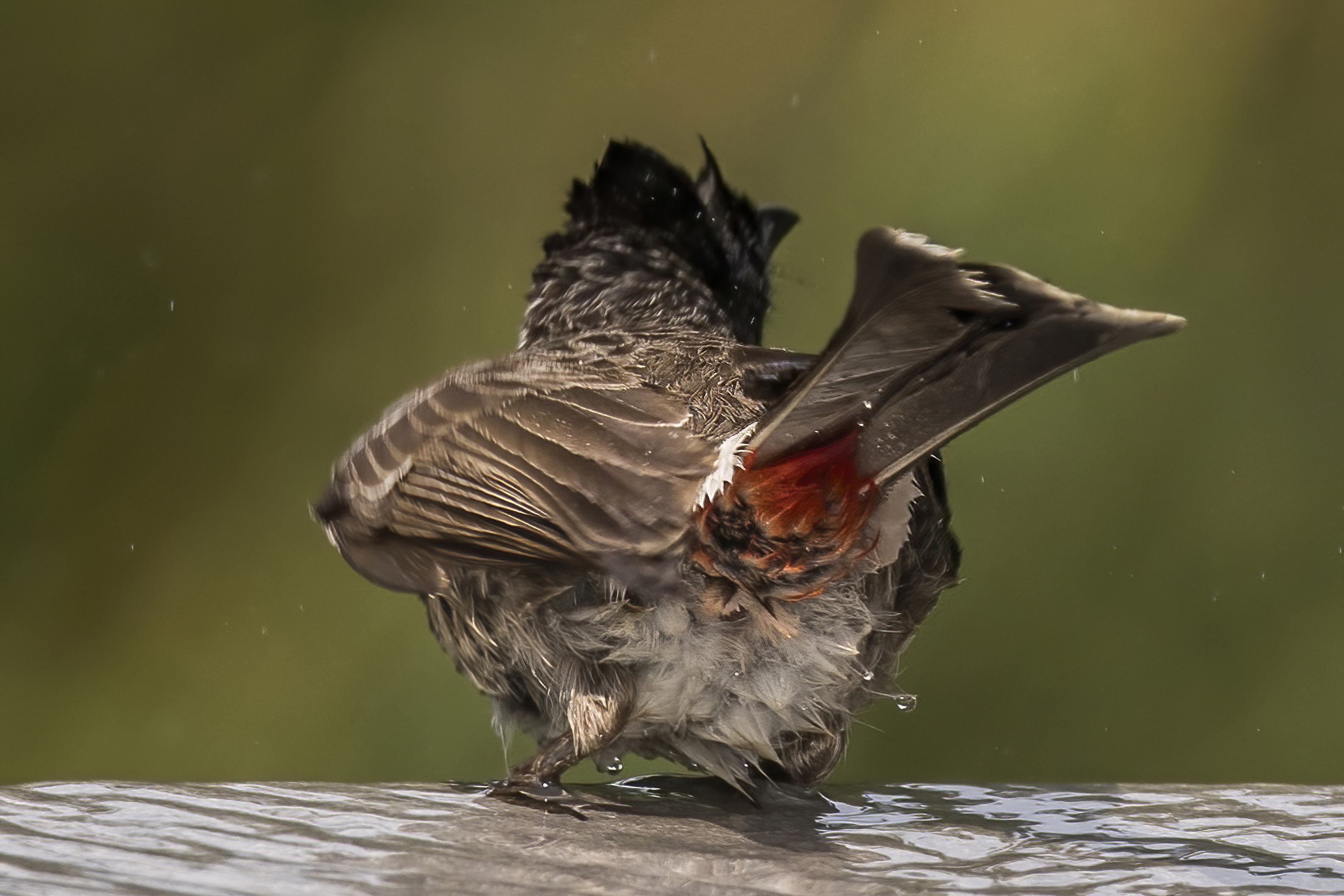
P. c. haemorrhousus mostrando ventilação, Sri Lanka.

## Descrição
O  bule-bule de cloaca vermelha é facilmente identificado por sua crista curta, dando à cabeça uma aparência quadrada. O corpo é marrom escuro com um padrão escamoso, enquanto a cabeça é mais escura ou preta. A garupa é branca enquanto a abertura é vermelha. É cerca de 20 cm de comprimento, com uma longa cauda preta, com ponta branca. As raças do Himalaia têm uma crista mais proeminente e são mais listradas na parte inferior. A raça intermedius do Himalaia Ocidental tem um capuz preto que se estende até o meio do peito. A população bengalensis do Himalaia Central e Oriental e da planície do Ganges tem um capuz escuro, não possui o padrão em forma de escama na parte inferior e, em vez disso, possui listras escuras na barriga inferior mais pálida. A raça stanfordi das colinas de Assam do Sul é semelhante ao intermedius. A raça do deserto humayuni tem um manto marrom mais pálido. O cafer de corrida indicado é encontrado na Índia peninsular. A raça do nordeste indiano wetmorei está entre cafer, humayuni e bengalensis. A raça haemorrhous do Sri Lanka (= haemorrhousus) tem um manto escuro com bordas estreitas e pálidas. A raça humayuni é conhecida por hibridizar com Pycnonotus leucogenys e esses híbridos já foram descritos como uma subespécie magrathi marcada por suas garupas pálidas e aberturas amarelo-laranja ou rosa. No leste de Mianmar há alguma hibridização natural com Pycnonotus aurigaster.
Os sexos são semelhantes em plumagem, mas os pássaros jovens são mais opacos que os adultos. O seu chamado típico foi transcrito como "ginger beer", mas também são produzidas várias chamadas agudas de nota única que soam como pick. Seus chamados de alarme geralmente são respondidos e atendidos por muitas outras espécies de pássaros.
Indivíduos melanísticos e leucísticos foram observados. Um indivíduo com forma de cor aberrante foi observado no Bhavans College Campus, Andheri, Mumbai.

## Distribuição e habitat
Esta é uma ave de matagais secos, florestas abertsa, planícies e terras cultivadas. Em sua área nativa raramente é encontrado em florestas maduras. Um estudo baseado em 54 localidades na Índia concluiu que a vegetação é o fator mais importante que determina a distribuição das espécies.
Os bule-bules de cloaca vermelhas foram introduzidos em Fiji em 1903 por trabalhadores contratados da Índia, tornando-se difundidos. Eles foram introduzidos em Tonga em 1943 e se tornaram comuns em Samoa em 1957. Eles se estabeleceram nas ilhas tonganesas de Tongatapu e Niuafo'ou. Eles foram introduzidos em Melbourne por volta de 1917, mas não foram vistos depois de 1942. Eles se estabeleceram em Auckland na década de 1950, mas foram exterminados e outra população selvagem foi detectada e exterminada em 2006. Em 2013, mais foram encontrados e as autoridades ofereceram uma recompensa de US$ 1.000 por informações que levassem à captura de um pássaro. Eles preferem habitat de planície seca nessas regiões. Eles foram observados pela primeira vez se reproduzindo nas Ilhas Canárias em 2018. Eles são considerados pragas por causa de seu hábito de danificar pnr frutíferas. Os produtos metiocarbe e ziram têm sido usados para proteger as orquídeas Dendrobium cultivadas no Havaí contra danos causados por essas aves; no entanto, eles aprendem a evitar os produtos químicos repelentes. Eles também podem dispersar as sementes de plantas invasoras como Lantana camara e Miconia calvescens.
A P. cafer é invasora na Nova Caledônia. Thibault e colegas (2018) constatam que esta espécie está expulsando espécies nativas, mas não outras espécies introduzidas.

## Comportamento e ecologia
Os bule-bules de cloaca vermelhas se alimentam de frutas, pétalas de flores, néctar, insetos e, ocasionalmente, lagartixas (Hemidactylus flaviviridis). Eles também foram vistos se alimentando das folhas de Medicago sativa.
Os bule-bules de cloaca vermelhas constroem seus ninhos em arbustos a uma altura de cerca de 2 a 3 metros. Os ninhos são ocasionalmente construídos dentro de casas ou em um buraco em um banco de lama. Em um caso, um ninho foi encontrado em um tapete flutuante de folhas de aguapé e outro observador notou um casal fazendo ninho dentro de um ônibus usado regularmente. Ninhos em cavidades de árvores também foram observados. O aninhamento em cavidades seguras de edifícios residenciais também foi observado.
Eles se reproduzem de junho a setembro e põem dois ou três ovos em uma ninhada típica. Os ovos são rosa-pálido com manchas de vermelho mais escuro mais densas na extremidade larga. Os ninhos tem o formato de pequenas xícaras planas feitas de pequenos galhos secos e teia de aranha, mas às vezes usando fios de metal. Os ovos eclodem após cerca de 14 dias. Ambos os pais alimentam os filhotes e nas viagens de alimentação esperam que os filhotes excretem, engolindo os sacos fecais produzidos nos primeiros dias, quando o nível bacteriano é mínimo. Mais tarde, eles carregam os sacos fecais e os jogam em outro lugar. O cuco de crista malhada é um parasita de ninhada desta espécie. Incêndios, chuvas fortes e predadores são as principais causas da mortalidade de filhotes em habitats de matagal no sul da Índia.

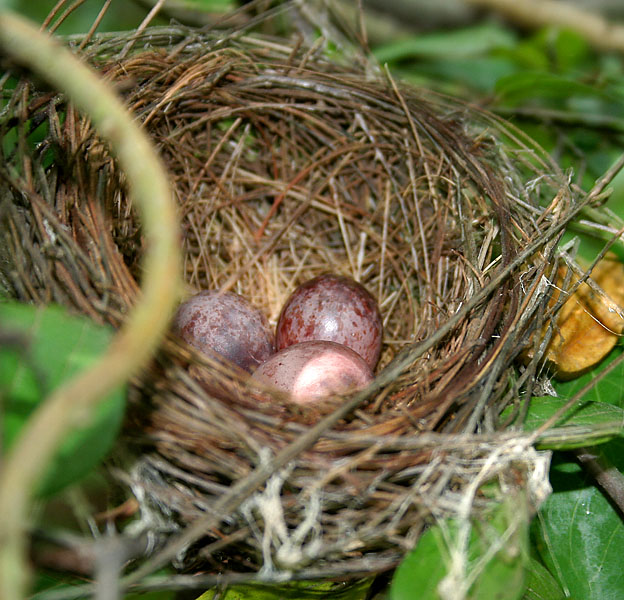
Ovos dentro do ninho

Suas vocalizações são geralmente estereotipadas e eles chamam durante todo o ano. No entanto, vários tipos distintos de chamadas foram identificados, incluindo poleiro, implorando, saudação, vôo e dois tipos de chamadas de alarme.
São importantes dispersores de sementes de plantas como Carissa spinarum.
O  bule-bule de cloaca vermelha está entre os primeiros animais, além dos humanos, que se mostraram incapazes de sintetizar a vitamina C. No entanto, descobriu-se mais tarde que um grande número de outras aves também não tinha a capacidade de sintetizar vitamina C.
Como a maioria das aves, os bule-bules são hospedeiros de coccídios , parasitas do sangue(Isospora sp.), além de alguns piolhos de aves, como Menacanthus guldum  como ectoparasitas.
Juntamente com bule-bules de bigode vermelho, esta espécie levou a mudanças na dinâmica populacional de borboletas na ilha de Oahu, no Havaí. Aqui, a população de morfos brancos da borboleta Danaus plexippus aumentou durante um período de 20 anos devido à predação dos morfos laranja por esses bulbos.

## Na cultura
Na Índia do século XIX, essas aves eram frequentemente mantidas como animais de estimação em gaiolas e para lutar, especialmente na região carnática. Eles eram presos no dedo por um fio e, quando lutavam, agarrariam as penas vermelhas dos oponentes.
No estado de Assam, na Índia, machos foram mantidos em cativeiro por alguns dias e se envolveram em lutas com espectadores :49no festival Bihu durante o governo Ahom. Esta prática foi proibida em janeiro de 2016. :49